# Ivan Strinić
Ivan Strinić (17. červenec 1987, Split, Socialistická republika Chorvatsko, SFR Jugoslávie) je bývalý chorvatský fotbalový obránce a reprezentant Chorvatska. Naposled byl členem klubu Milána. Po přestupu se ukázalo že měl problémy se srdcem . Celou sezonu se léčil a po zotavení s ním klub rozvázal smlouvu .

## Reprezentační kariéra
Reprezentoval Chorvatsko v mládežnických kategoriích včetně U21.
Za A-mužstvo Chorvatska debutoval 19. 5. 2010 v přátelském utkání v Klagenfurtu am Wörthersee proti reprezentaci Rakouska (výhra 1:0).

### EURO 2012
Zúčastnil se EURA 2012 konaného v Polsku a na Ukrajině, kde Chorvatsko skončilo se 4 body na nepostupovém třetím místě v základní skupině C za prvním Španělskem a druhou Itálií.

## Přestupy
- - z NK Hrvatski Dragovoljac do HNK Hajduk Split za 40 000 Euro
  - z HNK Hajduk Split do FK Dněpr Dněpropetrovsk za 4 000 000 Euro
  - z FK Dněpr Dněpropetrovsk do SSC Neapol zadarmo
  - z SSC Neapol do UC Sampdoria za 1 500 000 Euro
  - z UC Sampdoria do AC Milán zadarmo

## Statistiky
| Sezóna                 | Klub                    | Liga                   | Liga   | Liga | Domácí poháry | Domácí poháry | Domácí poháry | Kontinentální poháry | Kontinentální poháry | Kontinentální poháry | Celkem | Celkem |
| Sezóna                 | Klub                    | Soutěž                 | Zápasy | Góly | Soutěž        | Zápasy        | Góly          | Soutěž               | Zápasy               | Góly                 | Zápasy | Góly   |
| ---------------------- | ----------------------- | ---------------------- | ------ | ---- | ------------- | ------------- | ------------- | -------------------- | -------------------- | -------------------- | ------ | ------ |
| 2007/08                | NK Hrvatski Dragovoljac | 2.HNL                  | 22     | 1    | ChP           | 0             | 0             | -                    | 0                    | 0                    | 22     | 1      |
| 2008/09                | Hajduk Split            | 1.HNL                  | 17     | 0    | ChP           | ?             | ?             | PU                   | 3                    | 1                    | 20     | 1      |
| 2009/10                | Hajduk Split            | 1.HNL                  | 22     | 4    | ChP           | ?             | ?             | EL                   | 1                    | 0                    | 23     | 4      |
| 2010/11                | Hajduk Split            | 1.HNL                  | 12     | 0    | ChP+ChS       | ?+1           | ?+0           | EL                   | 9                    | 0                    | 22     | 0      |
| Celkem za Hajduk Split | Celkem za Hajduk Split  | Celkem za Hajduk Split | 51     | 4    | -             | ?             | ?             | -                    | 13                   | 1                    | 65+    | 5+     |
| 2011                   | Dněpr                   | Premjer-liha           | 6      | 2    | UP            | 0             | 0             | -                    | 0                    | 0                    | 6      | 2      |
| 2011/12                | Dněpr                   | Premjer-liha           | 24     | 2    | UP            | 2             | 0             | EL                   | 1                    | 0                    | 27     | 2      |
| 2012/13                | Dněpr                   | Premjer-liha           | 23     | 0    | UP            | 3             | 0             | EL                   | 9                    | 0                    | 35     | 0      |
| 2013/14                | Dněpr                   | Premjer-liha           | 24     | 0    | UP            | 0             | 0             | EL                   | 4                    | 0                    | 28     | 0      |
| 2014/15                | Dněpr                   | Premjer-liha           | 8      | 0    | UP            | 2             | 0             | LM+EL                | 0+6                  | 0                    | 16     | 0      |
| Celkem za Dněpr        | Celkem za Dněpr         | Celkem za Dněpr        | 85     | 4    | -             | 7             | 0             | -                    | 20                   | 0                    | 112    | 4      |
| 2015                   | Neapol                  | Serie A                | 9      | 0    | IP            | 2             | 0             | EL                   | 0                    | 0                    | 11     | 0      |
| 2015/16                | Neapol                  | Serie A                | 5      | 0    | IP            | 2             | 0             | EL                   | 6                    | 0                    | 13     | 0      |
| 2016/17                | Neapol                  | Serie A                | 12     | 0    | IP            | 3             | 0             | LM                   | 0                    | 0                    | 15     | 0      |
| Celkem za Neapol       | Celkem za Neapol        | Celkem za Neapol       | 26     | 0    | -             | 7             | 0             | -                    | 6                    | 0                    | 39     | 0      |
| 2017/18                | Sampdoria               | Serie A                | 17     | 0    | IP            | 1             | 0             | -                    | 0                    | 0                    | 18     | 0      |
| 2018/19                | Milán                   | Serie A                | 0      | 0    | IP+IS         | 0+0           | 0+0           | EL                   | 0                    | 0                    | 0      | 0      |
| Celkově                | Celkově                 | Celkově                | 201    | 9    | -             | 16            | 0             | -                    | 39                   | 1                    | 256    | 10     |

## Úspěchy

### Klubové
- 1× vítěz chorvatského poháru (2009/10)

### Reprezentační
- 1× na MS (2018 - stříbro)
- 2× na ME (2012, 2016)